# 陆氏花海参
陆氏花海参（学名：Anthochirus loui）为沙鸡子科花海参属的动物。产于中国大陆，分布于山东等地，常栖息于水深15-30米的沙泥底。该物种的模式产地在山东青岛。